# Ваннкур
Ваннку́р (фр. Vannecourt) — коммуна во французском департаменте Мозель региона Лотарингия. Относится к  кантону Шато-Сален.	

## География
Ваннкур	расположен в 38 км к юго-востоку от Меца. Соседние коммуны: Бреэн и Виллер-сюр-Нье на севере, Дален, Белланж и Ашен на северо-востоке, Бюрльонкур на юго-востоке, Пюттиньи на юге, Вакси и Жербекур на юго-западе, Шато-Бреэн на северо-востоке.

## История
- Коммуна бывшего герцогства Лотарингия приората Салонн.

## Демография
По переписи 2008 года в коммуне проживало 87 человек.

## Достопримечательности
- Остатки древнеримской усадьбы.
- Церковь Сен-Дени 1753 года.